# Anophtalmotes pegnai
Anophtalmotes pegnai är en insektsart som beskrevs av Desutter-grandcolas 1995. Anophtalmotes pegnai ingår i släktet Anophtalmotes och familjen syrsor. Inga underarter finns listade i Catalogue of Life.